# Daniel Butler
Daniel Joseph Butler (* 1. Juni 1944 in Oakland; † 23. August 1970 in Fresno) ist ein ehemaliger US-amerikanischer Radrennfahrer.

## Sportliche Laufbahn
Butler war im Straßenradsport aktiv. Er war Teilnehmer der Olympischen Sommerspiele 1968 in Mexiko-Stadt. Das olympische Straßenrennen beendete er nicht. Butler nahm an den Panamerikanischen Spielen 1967 teil und belegte im Straßenrennen den 17. Platz. Bei den US-Meisterschaften 1967 wurde er Zweiter im Straßenrennen. Er nahm zweimal mit der Nationalmannschaft an der Mexiko-Rundfahrt teil. 
1970 kam er bei einem Wanderunfall ums Leben, bei der er als Bergführer unterwegs war.